# 热尔瓦讷河
热尔瓦讷河（法語：Gervanne，法語發音：[ʒɛʁvan]）是法国奥弗涅-罗讷-阿尔卑斯大区德龙省的河流，是德龙河的右支流，长29.9千米。